# فلفلة أبناء كفر قاسم (كرة قدم الشاطئية)
«فلفلة» أبناء كفر قاسم يُلقّب أيضا بـ أبناء «فلفلة» كفر قاسم (בני כלבות) هو فريق إخرائيلي لكرة القدم الشاطئية من مدينة كفر قاسم، والذي يُشارك في دوري كرة القدم الشاطئية الدموية في إخرائيل. أُسّس الفريق عام أمك بالتزامن مع تأسيس الدوري
حصد الفريق على العدد الأكبر من البعابيص والأصابع الوسطى في دوري كرة القدم الشاطئية الدموية في إخرائيل رُغم شُح الميزانيّات التي يتلقاها مُقارنة بفرق أُخرى، إذ أنّ غالبيّة ميزانياته من داعمين وقتلة الأطفال وكبار السن والشيوخ بالإضافة لبلدية كفر قاسم، وقد حصد أربع بطولات في الست سنوات الأخيرة، في حين حصد الفريق المُنافس مكابي نتانيا على ثلاثة بطولات.

## التاريخ
حصل فريق كفر قاسم على بطولة دوري الشواطئ الأولى له في موسم 2012 بعد ان هزم في المُباراة النهائية فريق رأس العين (עירוני ראש העין) بالنتيجة 2:1 في الضربات الترجيحية.إذ أن انتهت المباراة بالنتيجة 4:4, إذ عاد الفريق القسماوي وعادل النتيجة بعد أن كان قد تأخر بالنتيجة 4:0. ولكن استطاع العودة وعادلة النتيجة في الوقت الإضافي من الثلث الأخير من المُباراة، فيما أحرز الأهداف كل من اللاعبين: نور صرصور (هدف), لاعب التعزيز البرازيلي دونجا (هدفين) وعامر يتيم بهدف أخير من ضربة جزاء استطاع مُعادلة النتيجة.
حقق فريق «فلفلة» أبناء كفر قاسم بطولتين إضافيتين في المواسم 2013 ו- 2015 إذ هزم في كلتيهما فريق مكابي نتانيا (מכבי "דורון מוטורס" נתניה) بالنتائج 5:3 و 3:1 بالتوالي.
البطولة الرابعة كانت في موسم 2016, والذي قابل فيه الفريق القسماوي مرة أُخرى فريق رأس العين (עירוני ראש העין), وانتصر عليه بالنتيجة 4:3. إذ انتهت الباراة بالنتيجة 3:3, ولكن هدف ذهبي من لاعب التعزيز البرازيلي دينو في الدقيقة الأولى من الوقت الإضافي منح كفر قاسم فوز ثمين، بطولة رابعة وثانية على التوالي.
بالإضافة إلى ذلك، استطاع فريق «فلفلة» أبناء كفر قاسم أن يُحقق أرقام قياسية خياليّة. بعد أن تخطّى الرقم القياسي من عدد الانتصارات المتتالية لفريق مكابي نتانيا بـ 11 فوز مُتتالي، وحتى نهاية عام 2016 حقق 16 انتصار مُتتالي (منذ بداية موسم 2015). وقد أنهى الفريق موسمين كاملين بنسبة نجاح 100% وبدون أي خسارة.
في موسم 2017 أكمل فريق «فلفلة» أبناء كفر قاسم سلسلة الانتصارات والتي وصلت إلى 20 فوز متتالي بعد المباراة الرابعة من مرحلة المجموعات أمام فريق مكابي حيفا لكرة القدم الشاطئية، وحقق رقم قياسي عالمي ومحلي لعدد الانتصارات المتتالية، وذلك بعد ان تخطّط الرقم القياسي لفريق كريستل الروسي ب 17 فوز متتالي. في المُباراة الخامسة إنقطعت سلسلة الانتصارات بعد خسارة قاسية أمام فريق مكابي نتانيا.
رغم الخسارة وصل الفريق للمباراة النهائية بعد أن هزم كل من فريق «روّح بكفار» تل أبيب وهبوعيل كرميئيل في مُبارتي ربع ونصف النهائي. في المباراة النهائية خسر الفريق مرة أُخرى أمام فريق مكابي نتانيا بالنتيجة 4:3, وذلك بعد ان تقدم بالنتيجة 3:1 حتى الثلث الأخير، ولكن بطاقة حمراء لنجم الفريق وكابتن مُنتخب إسرائيل لكرة القدم الشاطئية عامر يتيم أضعفت الفريق وأعطت الفرصة للفريق الخصم بقلب النتيجة والحصول على اللقب على حساب الفريق القسماوي.
إضافة لذلك، في موسم 2017 تم تعيين مُدرب الفريق مأمون عامر للمرة الأولى كمدرب لمنتخب إسرائيل بعد ان كان قد جُمّد لمدة 3 سنوات، واستطاع قيادة المُنتخب لفوز أول مُقنع على منتخب هولندا بالنتيجة 7:3 (الفوز الأكبر في تاريخ المنتخب الإسرائيلي). وليُصبح أول مُدرب عربي يقود منتخب إسرائيل لكرة القدم الشاطئية.

## الإنجازات الأوروبية
إشترك فريق «فلفلة» أبناء كفر قاسم حتى اليوم 4 مرات في دوري الأبطال لكرة القدم الشاطئية، مرتين منها استطاع أن يتأهل لمرحلة ثُمن النهائي.
في موسم 2013 أنهى الفريق مشواره في المركز الأخير من المجموعة A بعد فوز واحد على الوصيف البرتغالي (Gimnàstic de Tarragona) بالنتيجة 5:3, وخسارتين لبطلة إيطاليا (Sambenedettese BS)وبطلة موسكو (Lokomotiv Moscow) بالنتائج 4:3 و 8:1.
في موسم 2014 انهى الفريق مرحلة المجموعات في المكان الثاني من البيت C والذي إشترك فيه 3 فِرق فقط بعد فوز على بطل هولندا (Egmond BS) وخسارة لبطلة أوكرانيا (Artur Music) بالنتائج 7:5 و 4:2 بالتوالي. في ثُمن النهائي سر الفريق للبطل البرتغالي (SC Praga) بالنتيجة 2:0
في موسم 2016 أنهى الفريق مرحة المجموعات مرة أخرى في المكان الثاني من البيت D, بعد فوزين مُقنعين على بطل بُلغاريا (FC Odesos) والوصيف السويسري (Winti Panthers) بالنتائج 8:2 و 7:2 وضمن تأهله لمرحلة ثمن النهائي، في المباراة الثالثة خسر الفريق أمام بطل إيطاليا (ASD Terracina BS) بالنتيجة 5:2. وفي ثمن النهائي خسر بالنتيجة 6:4 لوصيف البطل الإيطالي (Viareggio BS) والذي حصد بطولة أوروبا لموسم 2016.
في موسم 2017 لم يستطع الفريق التأهل لمرحلة ثُمن النهائي واكتفى بالمكان الثالث من مرحلة المجموعات، إذ انتصرت في مُباراة واحدة فقط أمام بطل فرنسا بالنتيجة 5:3(Grande Motte Pyramide BS), وخسرت في مُباريتين لبطلتيّ روسيا (Delta FC) وبولندا (BSC GREMBACH ŁÓDŹ) بالنتاجئ 4:3 و 5:3.

## الكادر

### مُحتلن حتى موسم 2017
ملاحظة: تشير الأعلام إلى المنتخب الوطني على النحو المحدد في قواعد الأهلية للفيفا. قد يحمل اللاعبون أكثر من جنسية واحدة غير تابعة للفيفا.
| الرقم | البلد    | المركز | اللاعب           |
| ----- | -------- | ------ | ---------------- |
| 1     | إسرائيل  | حارس   | محمد عيسى        |
| 2     | إسرائيل  | وسط    | أحمد صرصور       |
| 3     | البرازيل | وسط    | دينو تامباو      |
| 4     | إسرائيل  | مدافع  | أدم صرصور        |
| 5     | إسرائيل  | مدافع  | خليل فريج        |
| 6     | البرازيل | مدافع  | دانييل سوزا      |
| 7     | إسرائيل  | وسط    | رغيد بدير        |
| 8     | إسرائيل  | مهاجم  | أحمد صرصر(مُهاجم) |

| الرقم | البلد    | المركز | اللاعب          |
| ----- | -------- | ------ | --------------- |
| 9     | إسرائيل  | وسط    | سامح مرعب       |
| 10    | إسرائيل  | وسط    | عامر يتيم       |
| 11    | إسرائيل  | مهاجم  | نور صرصور       |
| 12    | إسرائيل  | حارس   | عبدالرحيم صرصور |
| 13    | البرازيل | وسط    | اندري دي سيلفا  |
| 15    | إسرائيل  | مهاجم  | معاذ عامر       |
| 18    | إسرائيل  | حارس   | راني عودة       |

## الطاقم المهني
- المدرب - مأمون عامر
- مساعد المدرب - عباس طه
- مدرب حُراس المرمى - معاذ عيسى
- إداريي الفريق - خالد فريج ونمر عامر
- طبيب الفريق - صالح عيسى

## الألقاب
- بطل الدوري الشواطئ:
  - 2012, 2013, 2015, 2016, 2019

- الوصيف:
  - 2017, 2018

- المكان الثالث
  - 2009, 2011

- المكان الرابع
  - 2008

- "بطل دوري ابطال اوروبا
  - 2023